# Nerocila orbignyi
Nerocila orbignyi là một loài chân đều trong họ Cymothoidae. Loài này được Guérin-Méneville miêu tả khoa học năm 1832.